# Speedy Claxton
Pour les articles homonymes, voir Claxton.
Craig Elliott "Speedy" Claxton, né le 8 mai 1978 à Hempstead (État de New York), est un joueur américain de basket-ball évoluant au poste de meneur.

## Biographie

### Carrière NBA

#### 76ers de Philadelphie (2000-2002)
Le 28 juin 2000, il est drafté en 20e position par les 76ers de Philadelphie. Il rate sa première saison sur blessure.

#### Spurs de San Antonio (2002-2003)
Le 26 juin 2002, il est transféré aux Spurs de San Antonio en échange de Mark Bryant, des droits de draft de Randy Holcomb et des droits de draft de John Salmons.
En 2002-03, il est le remplaçant de Tony Parker aux Spurs, participant à la campagne victorieuse de l'équipe texane.

#### Warriors de Golden State (2003 - fév. 2005)
Le 23 juillet 2003, il est signé par les Warriors de Golden State.

#### Hornets de La Nouvelle-Orléans (fév. 2005 - 2006)
Le 24 février 2005, il est transféré en compagnie de Dale Davis aux Hornets de La Nouvelle-Orléans, en échange de Baron Davis.

#### Hawks d'Atlanta (2006-2009)
Le 13 juillet 2006, il signe un contrat de 25 millions de dollars sur 4 ans avec les Hawks d'Atlanta.

#### Retour aux Warriors de Golden State (2009 - fév. 2010)
Le 25 juin 2009, il est transféré aux Warriors de Golden State en compagnie d'Acie Law et en échange de Jamal Crawford.
Le 6 février 2010, les Warriors rompent leur contrat avec Claxton.

## Statistiques NBA

### Saison régulière
Légende :
| Champion NBA |

gras = ses meilleures performances
Le tableau suivant présente les statistiques individuelles de Speedy Claxton pendant sa carrière professionnelle en saison régulière.
| Saison    | Équipe              | Matchs | Titul. | Min./m | % Tir | % 3pts | % LF | Rbds/m. | Pass/m. | Int/m. | Ctr/m. | Pts/m. |
| --------- | ------------------- | ------ | ------ | ------ | ----- | ------ | ---- | ------- | ------- | ------ | ------ | ------ |
| 2001–2002 | Philadelphie        | 67     | 19     | 22,8   | 40,0  | 12,1   | 83,8 | 2,39    | 2,96    | 1,42   | 0,09   | 7,16   |
| 2002–2003 | San Antonio         | 30     | 0      | 15,7   | 46,2  | 0,0    | 68,4 | 1,87    | 2,50    | 0,73   | 0,23   | 5,77   |
| 2003–2004 | Golden State        | 60     | 29     | 26,6   | 42,7  | 18,2   | 81,3 | 2,60    | 4,45    | 1,62   | 0,15   | 10,57  |
| 2004–2005 | Golden State        | 46     | 44     | 32,7   | 43,1  | 19,2   | 76,1 | 3,33    | 6,22    | 1,89   | 0,13   | 13,13  |
| 2004–2005 | La Nouvelle-Orléans | 16     | 3      | 22,8   | 37,3  | 11,1   | 61,0 | 1,94    | 5,50    | 1,38   | 0,12   | 6,75   |
| 2005–2006 | La Nouvelle-Orléans | 71     | 3      | 28,4   | 41,3  | 27,0   | 76,9 | 2,72    | 4,77    | 1,52   | 0,08   | 12,27  |
| 2006–2007 | Atlanta             | 42     | 31     | 25,1   | 32,7  | 21,4   | 55,0 | 1,93    | 4,40    | 1,71   | 0,10   | 5,26   |
| 2008–2009 | Atlanta             | 2      | 0      | 7,5    | 28,6  | 0,0    | 50,0 | 0,00    | 1,50    | 0,00   | 0,00   | 2,50   |
| Total     |                     | 334    | 129    | 25,6   | 40,9  | 19,3   | 76,2 | 2,49    | 4,31    | 1,51   | 0,12   | 9,27   |

Dernière mise à jour au 30 octobre 2019

### Playoffs
Le tableau suivant présente les statistiques individuelles de Speedy Claxton pendant sa carrière professionnelle en playoffs.
| Saison | Équipe       | Matchs | Titul. | Min./m | % Tir | % 3pts | % LF | Rbds/m. | Pass/m. | Int/m. | Ctr/m. | Pts/m. |
| ------ | ------------ | ------ | ------ | ------ | ----- | ------ | ---- | ------- | ------- | ------ | ------ | ------ |
| 2002   | Philadelphie | 5      | 0      | 9,8    | 33,3  | 0,0    | 66,7 | 0,20    | 2,80    | 1,00   | 0,00   | 2,40   |
| 2003   | San Antonio  | 24     | 0      | 13,6   | 43,8  | 0,0    | 75,0 | 1,88    | 1,88    | 0,67   | 0,21   | 5,21   |
| 2009   | Atlanta      | 1      | 0      | 3,3    | 0,0   | 0,0    | 0,0  | 0,00    | 0,00    | 0,00   | 0,00   | 0,00   |
| Total  |              | 30     | 0      | 12,6   | 42,7  | 0,0    | 74,0 | 1,53    | 1,97    | 0,70   | 0,17   | 4,57   |

Dernière modification au 4 janvier 2016